# Grand Prix Cycliste de Québec 2024
Grand Prix Cycliste de Québec 2024 var den 13:e upplagan av det kanadensiska cykelloppet Grand Prix Cycliste de Québec. Tävlingen avgjordes den 13 september 2024 med både start och målgång i Québec. Loppet var en del av UCI World Tour 2024 och vanns av australiske Michael Matthews från cykelstallet Team Jayco AlUla.

## Deltagande lag
| WorldTeams (18)- Alpecin-Deceuninck - Arkéa-B&B Hotels - Astana Qazaqstan Team - Bahrain Victorious - Red Bull-Bora-Hansgrohe - Cofidis - Decathlon-AG2R La Mondiale - EF Education-EasyPost - Groupama-FDJ - Ineos Grenadiers - Intermarché-Wanty - Lidl-Trek - Movistar Team - Team dsm-firmenich PostNL - Soudal Quick-Step - Team Jayco AlUla - Team Visma \| Lease a Bike - UAE Team Emirates ProTeams (5)- Lotto Dstny - Israel-Premier Tech - Uno-X Mobility - Tudor Pro Cycling Team - Team Novo Nordisk Landslag- Kanada |
| |

## Resultat
| \| Totaltävlingen \| Totaltävlingen \| Totaltävlingen \| Totaltävlingen \| Totaltävlingen \| \| Cyklist \| Cyklist \| Lag \| Tid \| \| \| -------------- \| ------------------ \| -------------------------- \| -------------- \| -------------- \| \| 1. \| Michael Matthews \| Team Jayco AlUla \| 4t 45' 36" \| \| \| 2. \| Biniam Girmay \| Intermarché-Wanty \| + 0" \| \| \| 3. \| Rudy Molard \| Groupama-FDJ \| + 0" \| \| \| 4. \| Tiesj Benoot \| Team Visma \\| Lease a Bike \| + 0" \| \| \| 5. \| Per Strand Hagenes \| Team Visma \\| Lease a Bike \| + 0" \| \| \| 6. \| Bauke Mollema \| Lidl-Trek \| + 0" \| \| \| 7. \| Tadej Pogačar \| UAE Team Emirates \| + 0" \| \| \| 8. \| Neilson Powless \| EF Education-EasyPost \| + 0" \| \| \| 9. \| Peio Bilbao \| Bahrain Victorious \| + 0" \| \| \| 10. \| Edoardo Zambanini \| Bahrain Victorious \| + 0" \| \| |                    |                            |            |
| |                    |                            |            |
| Källa: ProCyclingStats |                    |                            |            |
| Totaltävlingen |                    |                            |            |
| Cyklist | Cyklist            | Lag                        | Tid        |
| 1. | Michael Matthews   | Team Jayco AlUla           | 4t 45' 36" |
| 2. | Biniam Girmay      | Intermarché-Wanty          | + 0"       |
| 3. | Rudy Molard        | Groupama-FDJ               | + 0"       |
| 4. | Tiesj Benoot       | Team Visma \| Lease a Bike | + 0"       |
| 5. | Per Strand Hagenes | Team Visma \| Lease a Bike | + 0"       |
| 6. | Bauke Mollema      | Lidl-Trek                  | + 0"       |
| 7. | Tadej Pogačar      | UAE Team Emirates          | + 0"       |
| 8. | Neilson Powless    | EF Education-EasyPost      | + 0"       |
| 9. | Peio Bilbao        | Bahrain Victorious         | + 0"       |
| 10. | Edoardo Zambanini  | Bahrain Victorious         | + 0"       |

## Startlista
| Lotto Dstny LTD | Lotto Dstny LTD          | Lotto Dstny LTD |
| --------------- | ------------------------ | --------------- |
| #               | Cyklist                  | Placering       |
| 1               | Arnaud De Lie (BEL)      | 13.             |
| 2               | Logan Currie (NZL)       | DNF             |
| 3               | Jenno Berckmoes (BEL)    | 51.             |
| 4               | Maxim Van Gils (BEL)     | 53.             |
| 5               | Sébastien Grignard (BEL) | 125.            |
| 6               | Brent Van Moer (BEL)     | 102.            |
| 7               | Florian Vermeersch (BEL) | 101.            |

| UAE Team Emirates UAD | UAE Team Emirates UAD   | UAE Team Emirates UAD |
| --------------------- | ----------------------- | --------------------- |
| #                     | Cyklist                 | Placering             |
| 11                    | Tadej Pogačar (SLO)     | 7.                    |
| 12                    | Igor Arrieta (ESP)      | DNF                   |
| 13                    | Juan Ayuso (ESP)        | 89.                   |
| 14                    | Finn Fisher-Black (NZL) | DNF                   |
| 15                    | Rafał Majka (POL)       | 123.                  |
| 16                    | Domen Novak (SLO)       | DNF                   |
| 17                    | Tim Wellens (BEL)       | 88.                   |

| Team Visma \| Lease a Bike TVL | Team Visma \| Lease a Bike TVL | Team Visma \| Lease a Bike TVL |
| ------------------------------ | ------------------------------ | ------------------------------ |
| #                              | Cyklist                        | Placering                      |
| 21                             | Matteo Jorgenson (USA)         | 35.                            |
| 22                             | Tiesj Benoot (BEL)             | 4.                             |
| 23                             | Wilco Kelderman (NED)          | 21.                            |
| 24                             | Bart Lemmen (NED)              | 71.                            |
| 25                             | Per Strand Hagenes (NOR)       | 5.                             |
| 26                             | Jan Tratnik (SLO)              | 72.                            |
| 27                             | Milan Vader (NED)              | 68.                            |

| Ineos Grenadiers IGD | Ineos Grenadiers IGD   | Ineos Grenadiers IGD |
| -------------------- | ---------------------- | -------------------- |
| #                    | Cyklist                | Placering            |
| 31                   | Laurens De Plus (BEL)  | 86.                  |
| 32                   | Andrew August (USA)    | 82.                  |
| 33                   | Connor Swift (GBR)     | DNF                  |
| 34                   | Ben Swift (GBR)        | 69.                  |
| 35                   | Michael Leonard (CAN)  | 117.                 |
| 36                   | Artem Shmidt (USA)     | 95.                  |
| 37                   | Magnus Sheffield (USA) | 50.                  |

| Soudal Quick-Step SOQ | Soudal Quick-Step SOQ    | Soudal Quick-Step SOQ |
| --------------------- | ------------------------ | --------------------- |
| #                     | Cyklist                  | Placering             |
| 41                    | Julian Alaphilippe (FRA) | 81.                   |
| 42                    | Gil Gelders (BEL)        | 78.                   |
| 43                    | Antoine Huby (FRA)       | 106.                  |
| 44                    | Luke Lamperti (USA)      | 11.                   |
| 45                    | Fausto Masnada (ITA)     | 77.                   |
| 46                    | Pieter Serry (BEL)       | DNF                   |
| 47                    | Ilan Van Wilder (BEL)    | 34.                   |

| Lidl-Trek LTK | Lidl-Trek LTK        | Lidl-Trek LTK |
| ------------- | -------------------- | ------------- |
| #             | Cyklist              | Placering     |
| 51            | Toms Skujiņš (LAT)   | 22.           |
| 52            | Andrea Bagioli (ITA) | 25.           |
| 53            | Julien Bernard (FRA) | 79.           |
| 54            | Patrick Konrad (AUT) | 100.          |
| 55            | Dario Cataldo (ITA)  | DNF           |
| 56            | Bauke Mollema (NED)  | 6.            |
| 57            | Quinn Simmons (USA)  | 24.           |

| Decathlon-AG2R La Mondiale DAT | Decathlon-AG2R La Mondiale DAT | Decathlon-AG2R La Mondiale DAT |
| ------------------------------ | ------------------------------ | ------------------------------ |
| #                              | Cyklist                        | Placering                      |
| 61                             | Paul Lapeira (FRA)             | 49.                            |
| 62                             | Alex Baudin (FRA)              | 14.                            |
| 63                             | Stan Dewulf (BEL)              | 55.                            |
| 64                             | Dorian Godon (FRA)             | 56.                            |
| 65                             | Dries De Bondt (BEL)           | 93.                            |
| 66                             | Aurélien Paret-Peintre (FRA)   | 46.                            |
| 67                             | Lawrence Warbasse (USA)        | 47.                            |

| Red Bull-Bora-Hansgrohe RBH | Red Bull-Bora-Hansgrohe RBH | Red Bull-Bora-Hansgrohe RBH |
| --------------------------- | --------------------------- | --------------------------- |
| #                           | Cyklist                     | Placering                   |
| 71                          | Jai Hindley (AUS)           | 42.                         |
| 72                          | Sergio Higuita (COL)        | 28.                         |
| 73                          | Bob Jungels (LUX)           | 43.                         |
| 74                          | Jonas Koch (GER)            | 48.                         |
| 75                          | Maximilian Schachmann (GER) | 27.                         |
| 76                          | Matteo Sobrero (ITA)        | 87.                         |
| 77                          | Frederik Wandahl (DEN)      | 16.                         |

| Alpecin-Deceuninck ADC | Alpecin-Deceuninck ADC      | Alpecin-Deceuninck ADC |
| ---------------------- | --------------------------- | ---------------------- |
| #                      | Cyklist                     | Placering              |
| 81                     | Axel Laurance (FRA)         | DNF                    |
| 82                     | Tobias Bayer (AUT)          | 75.                    |
| 83                     | Michael Gogl (AUT)          | 113.                   |
| 84                     | Henri Uhlig (GER)           | 112.                   |
| 85                     | Fabio Van den Bossche (BEL) | 120.                   |
| 86                     | Stan Van Tricht (BEL)       | 91.                    |
| 87                     | Gianni Vermeersch (BEL)     | 12.                    |

| Groupama-FDJ GFC | Groupama-FDJ GFC       | Groupama-FDJ GFC |
| ---------------- | ---------------------- | ---------------- |
| #                | Cyklist                | Placering        |
| 91               | Valentin Madouas (FRA) | 36.              |
| 92               | Olivier Le Gac (FRA)   | 85.              |
| 93               | Romain Grégoire (FRA)  | 19.              |
| 94               | Thibaud Gruel (FRA)    | 74.              |
| 95               | Rudy Molard (FRA)      | 3.               |
| 96               | Enzo Paleni (FRA)      | DNF              |
| 97               | Clément Russo (FRA)    | 116.             |

| EF Education-EasyPost EFE | EF Education-EasyPost EFE   | EF Education-EasyPost EFE |
| ------------------------- | --------------------------- | ------------------------- |
| #                         | Cyklist                     | Placering                 |
| 101                       | Ben Healy (IRL)             | DNF                       |
| 102                       | Mikkel Frølich Honoré (DEN) | 29.                       |
| 103                       | Lukas Nerurkar (GBR)        | 38.                       |
| 104                       | Neilson Powless (USA)       | 8.                        |
| 105                       | Sean Quinn (USA)            | 61.                       |
| 106                       | Stefan de Bod (RSA)         | 108.                      |
| 107                       | Michael Valgren (DEN)       | 111.                      |

| Bahrain Victorious TBV | Bahrain Victorious TBV  | Bahrain Victorious TBV |
| ---------------------- | ----------------------- | ---------------------- |
| #                      | Cyklist                 | Placering              |
| 111                    | Matej Mohorič (SLO)     | 30.                    |
| 112                    | Nikias Arndt (GER)      | DNF                    |
| 113                    | Peio Bilbao (ESP)       | 9.                     |
| 114                    | Santiago Buitrago (COL) | 83.                    |
| 115                    | Nicolò Buratti (ITA)    | 92.                    |
| 116                    | Matevž Govekar (SLO)    | DNF                    |
| 117                    | Edoardo Zambanini (ITA) | 10.                    |

| Movistar Team MOV | Movistar Team MOV         | Movistar Team MOV |
| ----------------- | ------------------------- | ----------------- |
| #                 | Cyklist                   | Placering         |
| 121               | Alex Aranburu (ESP)       | 37.               |
| 122               | Jon Barrenetxea (ESP)     | 23.               |
| 123               | Iván García Cortina (ESP) | 32.               |
| 124               | Ruben Guerreiro (POR)     | 15.               |
| 125               | Johan Jacobs (SUI)        | 103.              |
| 126               | Sergio Samitier (ESP)     | 58.               |
| 127               | Gonzalo Serrano (ESP)     | 59.               |

| Team Jayco AlUla JAY | Team Jayco AlUla JAY   | Team Jayco AlUla JAY |
| -------------------- | ---------------------- | -------------------- |
| #                    | Cyklist                | Placering            |
| 131                  | Michael Matthews (AUS) | 1.                   |
| 132                  | Lawson Craddock (USA)  | DNF                  |
| 133                  | Luke Durbridge (AUS)   | DNF                  |
| 134                  | Lucas Hamilton (AUS)   | 114.                 |
| 135                  | Michael Hepburn (AUS)  | DNF                  |
| 136                  | Jan Maas (NED)         | DNF                  |
| 137                  | Simon Yates (GBR)      | 54.                  |

| Arkéa-B&B Hotels ARK | Arkéa-B&B Hotels ARK    | Arkéa-B&B Hotels ARK |
| -------------------- | ----------------------- | -------------------- |
| #                    | Cyklist                 | Placering            |
| 141                  | Michel Ries (LUX)       | DNF                  |
| 142                  | Ewen Costiou (FRA)      | 84.                  |
| 143                  | Anthony Delaplace (FRA) | 109.                 |
| 144                  | Élie Gesbert (FRA)      | 115.                 |
| 145                  | Matis Louvel (FRA)      | 18.                  |
| 146                  | Clément Venturini (FRA) | 26.                  |
| 147                  | Pierre Thierry (FRA)    | 118.                 |

| Team dsm-firmenich PostNL DFP | Team dsm-firmenich PostNL DFP | Team dsm-firmenich PostNL DFP |
| ----------------------------- | ----------------------------- | ----------------------------- |
| #                             | Cyklist                       | Placering                     |
| 151                           | Romain Bardet (FRA)           | 90.                           |
| 152                           | Warren Barguil (FRA)          | 80.                           |
| 153                           | Romain Combaud (FRA)          | 129.                          |
| 154                           | Sean Flynn (GBR)              | 33.                           |
| 155                           | Martijn Tusveld (NED)         | DNF                           |
| 156                           | Frank van den Broek (NED)     | 119.                          |
| 157                           | Kevin Vermaerke (USA)         | 39.                           |

| Intermarché-Wanty IWA | Intermarché-Wanty IWA                | Intermarché-Wanty IWA |
| --------------------- | ------------------------------------ | --------------------- |
| #                     | Cyklist                              | Placering             |
| 161                   | Biniam Girmay (ERI)                  | 2.                    |
| 162                   | Francesco Busatto (ITA)              | 41.                   |
| 163                   | Alexy Faure Prost (FRA)              | DNF                   |
| 164                   | Lorenzo Rota (ITA)                   | 17.                   |
| 165                   | Dion Smith (NZL)                     | 94.                   |
| 166                   | Roel Daan van Sintmaartensdijk (NED) | DNF                   |
| 167                   | Georg Zimmermann (GER)               | 60.                   |

| Cofidis COF | Cofidis COF          | Cofidis COF |
| ----------- | -------------------- | ----------- |
| #           | Cyklist              | Placering   |
| 171         | Bryan Coquard (FRA)  | DNF         |
| 172         | Ion Izagirre (ESP)   | 44.         |
| 173         | Gorka Izagirre (ESP) | DNF         |
| 174         | Nolann Mahoudo (FRA) | 64.         |
| 175         | Anthony Perez (FRA)  | 70.         |
| 176         | Harrison Wood (GBR)  | 62.         |
| 177         | Axel Zingle (FRA)    | 105.        |

| Astana Qazaqstan Team AST | Astana Qazaqstan Team AST | Astana Qazaqstan Team AST |
| ------------------------- | ------------------------- | ------------------------- |
| #                         | Cyklist                   | Placering                 |
| 181                       | Alberto Bettiol (ITA)     | 20.                       |
| 182                       | Dmitriy Gruzdev (KAZ)     | DNF                       |
| 183                       | Max Kanter (GER)          | 124.                      |
| 184                       | Michael Mørkøv (DEN)      | 121.                      |
| 185                       | Cees Bol (NED)            | DNF                       |
| 186                       | Rüdiger Selig (GER)       | DNF                       |
| 187                       | Simone Velasco (ITA)      | 66.                       |

| Israel-Premier Tech IPT | Israel-Premier Tech IPT | Israel-Premier Tech IPT |
| ----------------------- | ----------------------- | ----------------------- |
| #                       | Cyklist                 | Placering               |
| 191                     | Derek Gee (CAN)         | 110.                    |
| 192                     | Guillaume Boivin (CAN)  | 31.                     |
| 193                     | Jakob Fuglsang (DEN)    | 65.                     |
| 194                     | Hugo Houle (CAN)        | 67.                     |
| 195                     | Krists Neilands (LAT)   | 40.                     |
| 196                     | Corbin Strong (NZL)     | DNF                     |
| 197                     | Stephen Williams (GBR)  | 73.                     |

| Uno-X Mobility UXM | Uno-X Mobility UXM               | Uno-X Mobility UXM |
| ------------------ | -------------------------------- | ------------------ |
| #                  | Cyklist                          | Placering          |
| 201                | Tobias Halland Johannessen (NOR) | 52.                |
| 202                | Fredrik Dversnes (NOR)           | 97.                |
| 203                | Ådne Holter (NOR)                | 122.               |
| 204                | Jonas Iversby Hvideberg (NOR)    | 99.                |
| 205                | Anders Halland Johannessen (NOR) | 128.               |
| 206                | Anders Skaarseth (NOR)           | 63.                |
| 207                | Markus Hoelgaard (NOR)           | 45.                |

| Tudor Pro Cycling Team TUD | Tudor Pro Cycling Team TUD   | Tudor Pro Cycling Team TUD |
| -------------------------- | ---------------------------- | -------------------------- |
| #                          | Cyklist                      | Placering                  |
| 211                        | Marius Mayrhofer (GER)       | 107.                       |
| 212                        | Lucas Eriksson (SWE)         | 127.                       |
| 213                        | Alexander Kamp Egested (DEN) | 57.                        |
| 214                        | Florian Stork (GER)          | 96.                        |
| 215                        | Yannis Voisard (SUI)         | DNF                        |
| 216                        | Hannes Wilksch (GER)         | 130.                       |
| 217                        | Luc Wirtgen (LUX)            | 126.                       |

| Team Novo Nordisk TNN | Team Novo Nordisk TNN         | Team Novo Nordisk TNN |
| --------------------- | ----------------------------- | --------------------- |
| #                     | Cyklist                       | Placering             |
| 221                   | Antonio Polga (ITA)           | DNF                   |
| 222                   | Sam Brand (GBR)               | 131.                  |
| 223                   | David Lozano (ESP)            | 98.                   |
| 224                   | Andrea Peron (ITA)            | DNF                   |
| 225                   | Alessandro Perracchione (ITA) | 104.                  |
| 226                   | Filippo Ridolfo (ITA)         | DNF                   |
| 227                   | Logan Phippen (USA)           | DNF                   |

| Kanada CAN | Kanada CAN       | Kanada CAN |
| ---------- | ---------------- | ---------- |
| #          | Cyklist          | Placering  |
| 231        | Quentin Cowan    | 76.        |
| 232        | Félix Bouchard   | DNF        |
| 233        | Jérôme Gauthier  | DNF        |
| 234        | Félix Hamel      | DNF        |
| 235        | Leonard Peloquin | DNF        |
| 236        | James Piccoli    | DNF        |
| 237        | Jonas Walton     | DNF        |

| Lotto Dstny LTD | Lotto Dstny LTD          | Lotto Dstny LTD |
| --------------- | ------------------------ | --------------- |
| #               | Cyklist                  | Placering       |
| 1               | Arnaud De Lie (BEL)      | 13.             |
| 2               | Logan Currie (NZL)       | DNF             |
| 3               | Jenno Berckmoes (BEL)    | 51.             |
| 4               | Maxim Van Gils (BEL)     | 53.             |
| 5               | Sébastien Grignard (BEL) | 125.            |
| 6               | Brent Van Moer (BEL)     | 102.            |
| 7               | Florian Vermeersch (BEL) | 101.            |

| UAE Team Emirates UAD | UAE Team Emirates UAD   | UAE Team Emirates UAD |
| --------------------- | ----------------------- | --------------------- |
| #                     | Cyklist                 | Placering             |
| 11                    | Tadej Pogačar (SLO)     | 7.                    |
| 12                    | Igor Arrieta (ESP)      | DNF                   |
| 13                    | Juan Ayuso (ESP)        | 89.                   |
| 14                    | Finn Fisher-Black (NZL) | DNF                   |
| 15                    | Rafał Majka (POL)       | 123.                  |
| 16                    | Domen Novak (SLO)       | DNF                   |
| 17                    | Tim Wellens (BEL)       | 88.                   |

| Team Visma \| Lease a Bike TVL | Team Visma \| Lease a Bike TVL | Team Visma \| Lease a Bike TVL |
| ------------------------------ | ------------------------------ | ------------------------------ |
| #                              | Cyklist                        | Placering                      |
| 21                             | Matteo Jorgenson (USA)         | 35.                            |
| 22                             | Tiesj Benoot (BEL)             | 4.                             |
| 23                             | Wilco Kelderman (NED)          | 21.                            |
| 24                             | Bart Lemmen (NED)              | 71.                            |
| 25                             | Per Strand Hagenes (NOR)       | 5.                             |
| 26                             | Jan Tratnik (SLO)              | 72.                            |
| 27                             | Milan Vader (NED)              | 68.                            |

| Ineos Grenadiers IGD | Ineos Grenadiers IGD   | Ineos Grenadiers IGD |
| -------------------- | ---------------------- | -------------------- |
| #                    | Cyklist                | Placering            |
| 31                   | Laurens De Plus (BEL)  | 86.                  |
| 32                   | Andrew August (USA)    | 82.                  |
| 33                   | Connor Swift (GBR)     | DNF                  |
| 34                   | Ben Swift (GBR)        | 69.                  |
| 35                   | Michael Leonard (CAN)  | 117.                 |
| 36                   | Artem Shmidt (USA)     | 95.                  |
| 37                   | Magnus Sheffield (USA) | 50.                  |

| Soudal Quick-Step SOQ | Soudal Quick-Step SOQ    | Soudal Quick-Step SOQ |
| --------------------- | ------------------------ | --------------------- |
| #                     | Cyklist                  | Placering             |
| 41                    | Julian Alaphilippe (FRA) | 81.                   |
| 42                    | Gil Gelders (BEL)        | 78.                   |
| 43                    | Antoine Huby (FRA)       | 106.                  |
| 44                    | Luke Lamperti (USA)      | 11.                   |
| 45                    | Fausto Masnada (ITA)     | 77.                   |
| 46                    | Pieter Serry (BEL)       | DNF                   |
| 47                    | Ilan Van Wilder (BEL)    | 34.                   |

| Lidl-Trek LTK | Lidl-Trek LTK        | Lidl-Trek LTK |
| ------------- | -------------------- | ------------- |
| #             | Cyklist              | Placering     |
| 51            | Toms Skujiņš (LAT)   | 22.           |
| 52            | Andrea Bagioli (ITA) | 25.           |
| 53            | Julien Bernard (FRA) | 79.           |
| 54            | Patrick Konrad (AUT) | 100.          |
| 55            | Dario Cataldo (ITA)  | DNF           |
| 56            | Bauke Mollema (NED)  | 6.            |
| 57            | Quinn Simmons (USA)  | 24.           |

| Decathlon-AG2R La Mondiale DAT | Decathlon-AG2R La Mondiale DAT | Decathlon-AG2R La Mondiale DAT |
| ------------------------------ | ------------------------------ | ------------------------------ |
| #                              | Cyklist                        | Placering                      |
| 61                             | Paul Lapeira (FRA)             | 49.                            |
| 62                             | Alex Baudin (FRA)              | 14.                            |
| 63                             | Stan Dewulf (BEL)              | 55.                            |
| 64                             | Dorian Godon (FRA)             | 56.                            |
| 65                             | Dries De Bondt (BEL)           | 93.                            |
| 66                             | Aurélien Paret-Peintre (FRA)   | 46.                            |
| 67                             | Lawrence Warbasse (USA)        | 47.                            |

| Red Bull-Bora-Hansgrohe RBH | Red Bull-Bora-Hansgrohe RBH | Red Bull-Bora-Hansgrohe RBH |
| --------------------------- | --------------------------- | --------------------------- |
| #                           | Cyklist                     | Placering                   |
| 71                          | Jai Hindley (AUS)           | 42.                         |
| 72                          | Sergio Higuita (COL)        | 28.                         |
| 73                          | Bob Jungels (LUX)           | 43.                         |
| 74                          | Jonas Koch (GER)            | 48.                         |
| 75                          | Maximilian Schachmann (GER) | 27.                         |
| 76                          | Matteo Sobrero (ITA)        | 87.                         |
| 77                          | Frederik Wandahl (DEN)      | 16.                         |

| Alpecin-Deceuninck ADC | Alpecin-Deceuninck ADC      | Alpecin-Deceuninck ADC |
| ---------------------- | --------------------------- | ---------------------- |
| #                      | Cyklist                     | Placering              |
| 81                     | Axel Laurance (FRA)         | DNF                    |
| 82                     | Tobias Bayer (AUT)          | 75.                    |
| 83                     | Michael Gogl (AUT)          | 113.                   |
| 84                     | Henri Uhlig (GER)           | 112.                   |
| 85                     | Fabio Van den Bossche (BEL) | 120.                   |
| 86                     | Stan Van Tricht (BEL)       | 91.                    |
| 87                     | Gianni Vermeersch (BEL)     | 12.                    |

| Groupama-FDJ GFC | Groupama-FDJ GFC       | Groupama-FDJ GFC |
| ---------------- | ---------------------- | ---------------- |
| #                | Cyklist                | Placering        |
| 91               | Valentin Madouas (FRA) | 36.              |
| 92               | Olivier Le Gac (FRA)   | 85.              |
| 93               | Romain Grégoire (FRA)  | 19.              |
| 94               | Thibaud Gruel (FRA)    | 74.              |
| 95               | Rudy Molard (FRA)      | 3.               |
| 96               | Enzo Paleni (FRA)      | DNF              |
| 97               | Clément Russo (FRA)    | 116.             |

| EF Education-EasyPost EFE | EF Education-EasyPost EFE   | EF Education-EasyPost EFE |
| ------------------------- | --------------------------- | ------------------------- |
| #                         | Cyklist                     | Placering                 |
| 101                       | Ben Healy (IRL)             | DNF                       |
| 102                       | Mikkel Frølich Honoré (DEN) | 29.                       |
| 103                       | Lukas Nerurkar (GBR)        | 38.                       |
| 104                       | Neilson Powless (USA)       | 8.                        |
| 105                       | Sean Quinn (USA)            | 61.                       |
| 106                       | Stefan de Bod (RSA)         | 108.                      |
| 107                       | Michael Valgren (DEN)       | 111.                      |

| Bahrain Victorious TBV | Bahrain Victorious TBV  | Bahrain Victorious TBV |
| ---------------------- | ----------------------- | ---------------------- |
| #                      | Cyklist                 | Placering              |
| 111                    | Matej Mohorič (SLO)     | 30.                    |
| 112                    | Nikias Arndt (GER)      | DNF                    |
| 113                    | Peio Bilbao (ESP)       | 9.                     |
| 114                    | Santiago Buitrago (COL) | 83.                    |
| 115                    | Nicolò Buratti (ITA)    | 92.                    |
| 116                    | Matevž Govekar (SLO)    | DNF                    |
| 117                    | Edoardo Zambanini (ITA) | 10.                    |

| Movistar Team MOV | Movistar Team MOV         | Movistar Team MOV |
| ----------------- | ------------------------- | ----------------- |
| #                 | Cyklist                   | Placering         |
| 121               | Alex Aranburu (ESP)       | 37.               |
| 122               | Jon Barrenetxea (ESP)     | 23.               |
| 123               | Iván García Cortina (ESP) | 32.               |
| 124               | Ruben Guerreiro (POR)     | 15.               |
| 125               | Johan Jacobs (SUI)        | 103.              |
| 126               | Sergio Samitier (ESP)     | 58.               |
| 127               | Gonzalo Serrano (ESP)     | 59.               |

| Team Jayco AlUla JAY | Team Jayco AlUla JAY   | Team Jayco AlUla JAY |
| -------------------- | ---------------------- | -------------------- |
| #                    | Cyklist                | Placering            |
| 131                  | Michael Matthews (AUS) | 1.                   |
| 132                  | Lawson Craddock (USA)  | DNF                  |
| 133                  | Luke Durbridge (AUS)   | DNF                  |
| 134                  | Lucas Hamilton (AUS)   | 114.                 |
| 135                  | Michael Hepburn (AUS)  | DNF                  |
| 136                  | Jan Maas (NED)         | DNF                  |
| 137                  | Simon Yates (GBR)      | 54.                  |

| Arkéa-B&B Hotels ARK | Arkéa-B&B Hotels ARK    | Arkéa-B&B Hotels ARK |
| -------------------- | ----------------------- | -------------------- |
| #                    | Cyklist                 | Placering            |
| 141                  | Michel Ries (LUX)       | DNF                  |
| 142                  | Ewen Costiou (FRA)      | 84.                  |
| 143                  | Anthony Delaplace (FRA) | 109.                 |
| 144                  | Élie Gesbert (FRA)      | 115.                 |
| 145                  | Matis Louvel (FRA)      | 18.                  |
| 146                  | Clément Venturini (FRA) | 26.                  |
| 147                  | Pierre Thierry (FRA)    | 118.                 |

| Team dsm-firmenich PostNL DFP | Team dsm-firmenich PostNL DFP | Team dsm-firmenich PostNL DFP |
| ----------------------------- | ----------------------------- | ----------------------------- |
| #                             | Cyklist                       | Placering                     |
| 151                           | Romain Bardet (FRA)           | 90.                           |
| 152                           | Warren Barguil (FRA)          | 80.                           |
| 153                           | Romain Combaud (FRA)          | 129.                          |
| 154                           | Sean Flynn (GBR)              | 33.                           |
| 155                           | Martijn Tusveld (NED)         | DNF                           |
| 156                           | Frank van den Broek (NED)     | 119.                          |
| 157                           | Kevin Vermaerke (USA)         | 39.                           |

| Intermarché-Wanty IWA | Intermarché-Wanty IWA                | Intermarché-Wanty IWA |
| --------------------- | ------------------------------------ | --------------------- |
| #                     | Cyklist                              | Placering             |
| 161                   | Biniam Girmay (ERI)                  | 2.                    |
| 162                   | Francesco Busatto (ITA)              | 41.                   |
| 163                   | Alexy Faure Prost (FRA)              | DNF                   |
| 164                   | Lorenzo Rota (ITA)                   | 17.                   |
| 165                   | Dion Smith (NZL)                     | 94.                   |
| 166                   | Roel Daan van Sintmaartensdijk (NED) | DNF                   |
| 167                   | Georg Zimmermann (GER)               | 60.                   |

| Cofidis COF | Cofidis COF          | Cofidis COF |
| ----------- | -------------------- | ----------- |
| #           | Cyklist              | Placering   |
| 171         | Bryan Coquard (FRA)  | DNF         |
| 172         | Ion Izagirre (ESP)   | 44.         |
| 173         | Gorka Izagirre (ESP) | DNF         |
| 174         | Nolann Mahoudo (FRA) | 64.         |
| 175         | Anthony Perez (FRA)  | 70.         |
| 176         | Harrison Wood (GBR)  | 62.         |
| 177         | Axel Zingle (FRA)    | 105.        |

| Astana Qazaqstan Team AST | Astana Qazaqstan Team AST | Astana Qazaqstan Team AST |
| ------------------------- | ------------------------- | ------------------------- |
| #                         | Cyklist                   | Placering                 |
| 181                       | Alberto Bettiol (ITA)     | 20.                       |
| 182                       | Dmitriy Gruzdev (KAZ)     | DNF                       |
| 183                       | Max Kanter (GER)          | 124.                      |
| 184                       | Michael Mørkøv (DEN)      | 121.                      |
| 185                       | Cees Bol (NED)            | DNF                       |
| 186                       | Rüdiger Selig (GER)       | DNF                       |
| 187                       | Simone Velasco (ITA)      | 66.                       |

| Israel-Premier Tech IPT | Israel-Premier Tech IPT | Israel-Premier Tech IPT |
| ----------------------- | ----------------------- | ----------------------- |
| #                       | Cyklist                 | Placering               |
| 191                     | Derek Gee (CAN)         | 110.                    |
| 192                     | Guillaume Boivin (CAN)  | 31.                     |
| 193                     | Jakob Fuglsang (DEN)    | 65.                     |
| 194                     | Hugo Houle (CAN)        | 67.                     |
| 195                     | Krists Neilands (LAT)   | 40.                     |
| 196                     | Corbin Strong (NZL)     | DNF                     |
| 197                     | Stephen Williams (GBR)  | 73.                     |

| Uno-X Mobility UXM | Uno-X Mobility UXM               | Uno-X Mobility UXM |
| ------------------ | -------------------------------- | ------------------ |
| #                  | Cyklist                          | Placering          |
| 201                | Tobias Halland Johannessen (NOR) | 52.                |
| 202                | Fredrik Dversnes (NOR)           | 97.                |
| 203                | Ådne Holter (NOR)                | 122.               |
| 204                | Jonas Iversby Hvideberg (NOR)    | 99.                |
| 205                | Anders Halland Johannessen (NOR) | 128.               |
| 206                | Anders Skaarseth (NOR)           | 63.                |
| 207                | Markus Hoelgaard (NOR)           | 45.                |

| Tudor Pro Cycling Team TUD | Tudor Pro Cycling Team TUD   | Tudor Pro Cycling Team TUD |
| -------------------------- | ---------------------------- | -------------------------- |
| #                          | Cyklist                      | Placering                  |
| 211                        | Marius Mayrhofer (GER)       | 107.                       |
| 212                        | Lucas Eriksson (SWE)         | 127.                       |
| 213                        | Alexander Kamp Egested (DEN) | 57.                        |
| 214                        | Florian Stork (GER)          | 96.                        |
| 215                        | Yannis Voisard (SUI)         | DNF                        |
| 216                        | Hannes Wilksch (GER)         | 130.                       |
| 217                        | Luc Wirtgen (LUX)            | 126.                       |

| Team Novo Nordisk TNN | Team Novo Nordisk TNN         | Team Novo Nordisk TNN |
| --------------------- | ----------------------------- | --------------------- |
| #                     | Cyklist                       | Placering             |
| 221                   | Antonio Polga (ITA)           | DNF                   |
| 222                   | Sam Brand (GBR)               | 131.                  |
| 223                   | David Lozano (ESP)            | 98.                   |
| 224                   | Andrea Peron (ITA)            | DNF                   |
| 225                   | Alessandro Perracchione (ITA) | 104.                  |
| 226                   | Filippo Ridolfo (ITA)         | DNF                   |
| 227                   | Logan Phippen (USA)           | DNF                   |

| Kanada CAN | Kanada CAN       | Kanada CAN |
| ---------- | ---------------- | ---------- |
| #          | Cyklist          | Placering  |
| 231        | Quentin Cowan    | 76.        |
| 232        | Félix Bouchard   | DNF        |
| 233        | Jérôme Gauthier  | DNF        |
| 234        | Félix Hamel      | DNF        |
| 235        | Leonard Peloquin | DNF        |
| 236        | James Piccoli    | DNF        |
| 237        | Jonas Walton     | DNF        |

Förklaringar
DNF = Fullföljde inte, OTL = Utanför tidsgränsen, DNS = Startade inte, DSQ = Diskvalificerad